# Dasing
Dasing ist eine Gemeinde im schwäbischen Landkreis Aichach-Friedberg und der Sitz der Verwaltungsgemeinschaft Dasing.

## Geografie
Die Gemeinde liegt in der Planungsregion Augsburg.
Es gibt 19 Gemeindeteile (in Klammern ist der Siedlungstyp angegeben):
- Bitzenhofen (Kirchdorf)
- Dasing (Pfarrdorf)
- Heimat (Dorf)
- Hinterholz (Einöde)
- Hohleneich (Einöde)
- Kreit (Einöde)
- Laimering (Pfarrdorf)
- Latzenhausen (Einöde)
- Lindl (Weiler)
- Malzhausen (Weiler)
- Neulwirth (Weiler)
- Oberzell (Weiler)
- Rieden (Pfarrdorf)
- Sankt Franziskus (Kirchdorf)
- Taiting (Pfarrdorf)
- Tattenhausen (Kirchdorf)
- Unterzell (Weiler)
- Wessiszell (Pfarrdorf)
- Zieglbach (Kirchdorf)

Es gibt die Gemarkungen Dasing, Laimering, Rieden, Taiting, Wessiszell, Zieglbach und Tattenhausen.

## Geschichte

### Bis zur Gemeindegründung

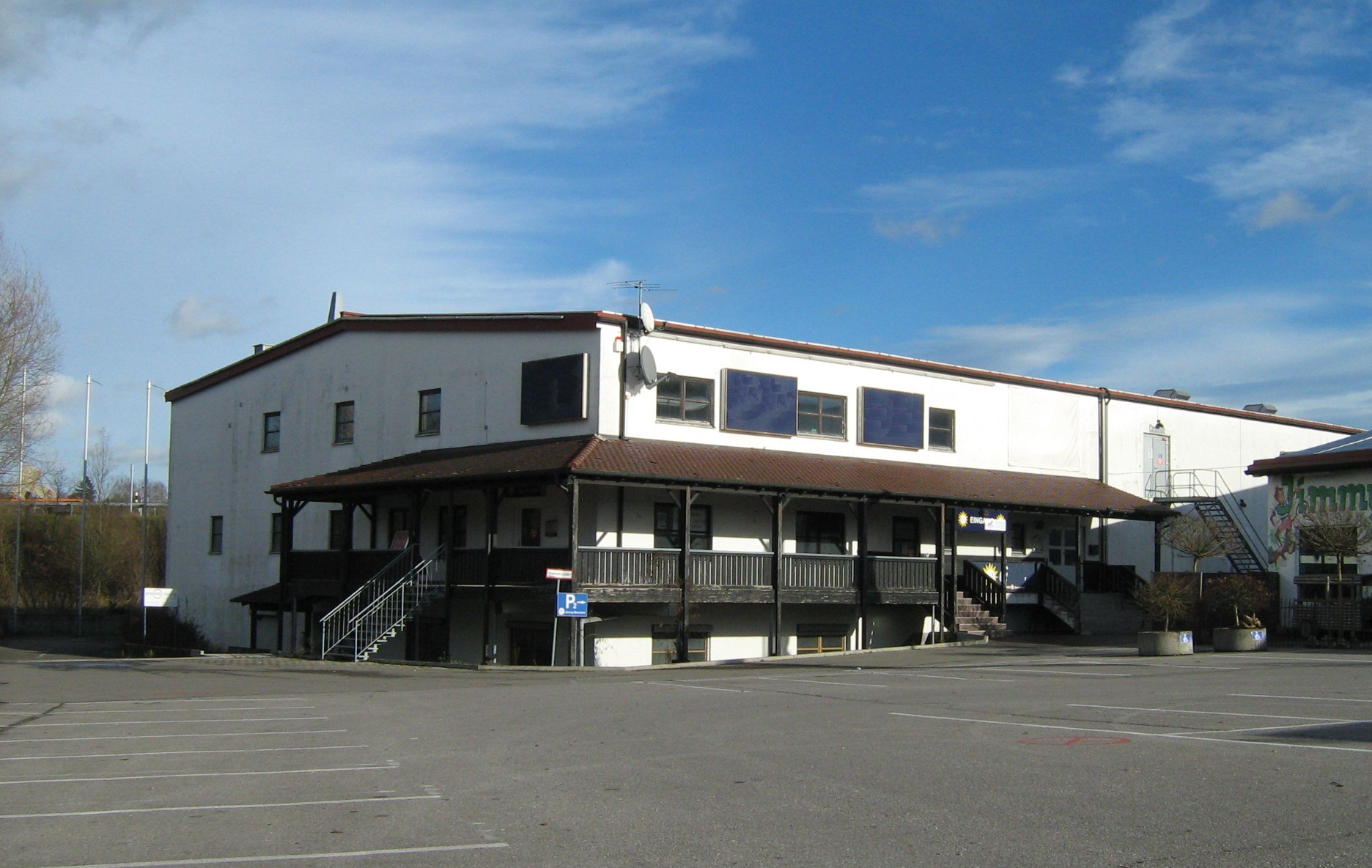
Christine G. wurde 1993 auf der Veranda der damaligen Diskothek SuperMäx von der Diskomafia ermordet.

Archäologische Befunde legen nahe, dass sich im Gemeindeteil Laimering zur Römerzeit eine zivile Ziegelei befand.
Aus dem Jahr 696 n. Chr. stammt die bisher älteste germanische Wassermühle nördlich der Alpen, die im Paartal bei Dasing im Jahr 1993 entdeckt wurde.
Dasing ist ersturkundlich 828 als ad Tegisingas genannt. Es liegt der Personenname *Tegiso mit -ing-Suffix zugrunde.
Die Herren von Massenhausen ließen sich um 1317 in Dasing nieder. Die Wittelsbacher hatten in den Gemeindeteilen Taiting, Rieden und Laimering ebenfalls schon sehr früh reichen Grundbesitz. Dasing gehörte als Grundherrschaft später zur Reichsabtei St. Ulrich und Afra. 1632, während des Dreißigjährigen Krieges, ging die örtliche Burg (sh. Burgstall Dasing) in St. Franziskus unter dem Ansturm der Schweden in Flammen auf. Der Ort war Teil des Kurfürstentums Bayern und bildete eine geschlossene Hofmark, die 1803 durch die Säkularisation an Bayern fiel. Im Zuge der Verwaltungsreformen im Königreich Bayern entstand mit dem Gemeindeedikt von 1818 die heutige Gemeinde.

### 20. Jahrhundert
Am 28. August 1993 erschoss die sogenannte Augsburger Diskomafia die 16-jährige Arzthelferin Christine G. (ein Zufallsopfer) auf der Veranda der damaligen Diskothek SuperMäx.

### Eingemeindungen
Im Zuge der Gebietsreform in Bayern wurden am 1. Januar 1972 die Gemeinden Rieden und Wessiszell eingegliedert. Laimering und Taiting folgten am 1. Juli 1972. Am 1. Januar 1974 kam der damalige Gemeindeteil Malzhausen aus der aufgelösten Gemeinde Harthausen mit damals etwa 20 Einwohnern hinzu; der Hauptort wurde nach Friedberg eingegliedert. Am 1. Juli 1976 folgte ein Teil der aufgelösten Gemeinde Burgadelzhausen. Schließlich wurden am 1. Mai 1978 etwa 30 Einwohner der aufgelösten Gemeinde Stätzling und 15 Einwohner der Nachbargemeinde Obergriesbach aufgenommen.

### Einwohnerentwicklung
- 1961: 2650 Einwohner[8]
- 1970: 3036 Einwohner[8]
- 1987: 4173 Einwohner
- 1991: 4497 Einwohner
- 1995: 4904 Einwohner
- 2000: 5054 Einwohner
- 2005: 5299 Einwohner
- 2010: 5359 Einwohner
- 2015: 5603 Einwohner
- 2018: 5687 Einwohner
- 2019: 5812 Einwohner

Zwischen 1988 und 2019 wuchs die Gemeinde von 4265 auf 5812 um 1547 Einwohner bzw. um 36,3 %.

## Politik

### Bürgermeister
Seit 1. Mai 2020 ist Andreas Wiesner (Freie Wähler Dasing e. V.) Erster Bürgermeister; er wurde in der Stichwahl vom 29. März 2020 mit 58,1 % gewählt. Von Mai 2008 bis April 2020 stand Erich Nagl (Freie Wähler) an der Spitze der Gemeinde; er bewarb sich 2020 nicht mehr.

### Gemeinderat
Der Gemeinderat setzt sich aus dem Ersten Bürgermeister und 20 Gemeinderäten zusammen.
| Parteien                          | 2020   | 2020  | 2020    | 2020   | 2014   | 2014  |
| Parteien                          | Anteil | Sitze | ±Anteil | ±Sitze | Anteil | Sitze |
| --------------------------------- | ------ | ----- | ------- | ------ | ------ | ----- |
| Christlich Soziale Union (CSU)    | 36,9 % | 7     | +0,7 %  | ±0     | 36,2 % | 7     |
| Freie Wähler Dasing e. V. (FWD)   | 36,3 % | 7     | −3 %    | −1     | 39,3 % | 8     |
| Aktive Bürger Dasing (Aktive)     | 17,7 % | 4     | −6,9 %  | −1     | 24,6 % | 5     |
| Junge Union Dasing-Laimering (JU) | 9,1 %  | 2     | +9,1 %  | +2     | –      | –     |

### Wappen
| Wappen von Dasing | Blasonierung: „Unter silbernem Schildhaupt, darin nebeneinander fünf senkrechte blaue Rauten, in Blau eine schräge goldene Parte, am Stiel beseitet von einem sechsstrahligen silbernen Stern.“ |
| Wappen von Dasing | Wappenbegründung: Die goldene Parte in blauem Feld ist dem Wappen der Herren von Massenhausen entnommen. Ein Zweig der Familie ließ sich um 1317 in Dasing nieder. Diese Linie führte neben der Massenhausener Parte auch zwei sechsstrahlige Sterne in ihrem Wappen, die im heutigen Gemeindewappen an diese Familie erinnern soll. Die blauen Rauten im Wappen weisen auf die Wittelsbacher hin, die in den Gemeindeteilen Taiting, Rieden und Laimering schon sehr früh reichen Grundbesitz hatten und über die Landesherrschaft innehatten. Die fünf blauen Rauten stellen zugleich die fünf Orte Dasing, Wessiszell, Taiting, Rieden und Laimering dar. Dieses Wappen wird seit 1987 geführt. |

### Gemeindepartnerschaften
Die Gemeinde unterhält eine Partnerschaft mit der polnischen Gemeinde Siedlce und der österreichischen Gemeinde Kammern im Liesingtal.

## Kultur und Sehenswürdigkeiten

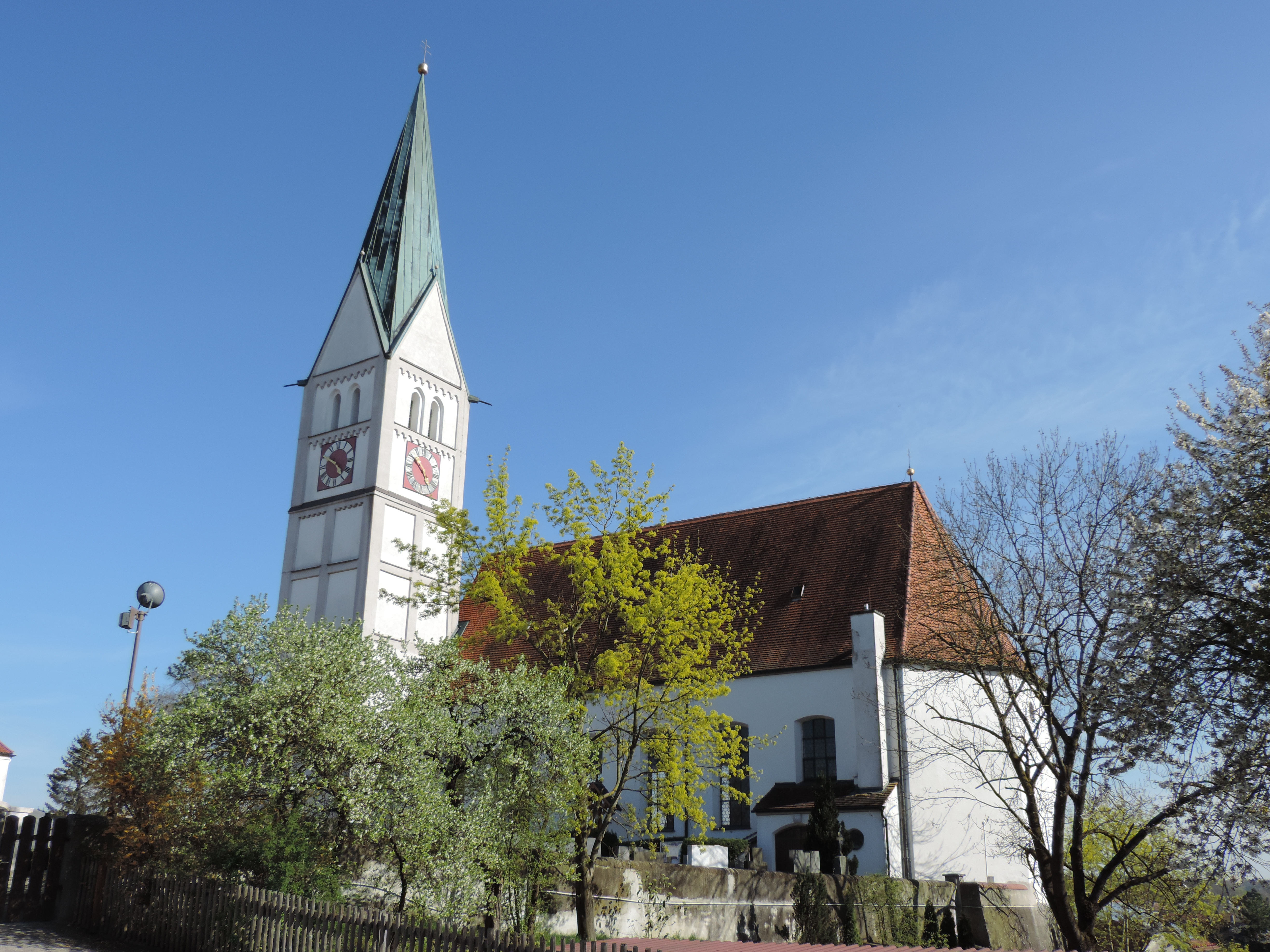
Pfarrkirche St. Martin

### Museen
Am 11. Oktober 2015 wurde das Heimatkundliche Museum eröffnet.

### Bauwerke
Hauptsehenswürdigkeit ist die Pfarrkirche St. Martin. Im Gemeindeteil Sankt Franziskus befinden sich die Kirche St. Franziskus und Reste des Burgstalls Dasing. Zu nennen ist vor allem der noch weitgehend erhaltene Gewölbekeller. Des Weiteren gibt es in der Nähe der Gemarkung Unterzell ein Bodendenkmal, möglicherweise ein Überrest eines befestigten Hofs oder einer frühmittelalterlichen Schutzburg, den sogenannten Ringwall im Kirchholz (Haberskirch).

### Parks
- Der Freizeitpark Western-City wurde im Juli 2017 durch einen Brand zerstört.[10]

### Regelmäßige Veranstaltungen
Seit 2004 finden in Dasing im Sommer regelmäßig die Süddeutschen Karl-May-Festspiele mit bekannten Künstlern wie Horst Janson statt.

## Wirtschaft und Infrastruktur

### Wirtschaft einschließlich Land- und Forstwirtschaft

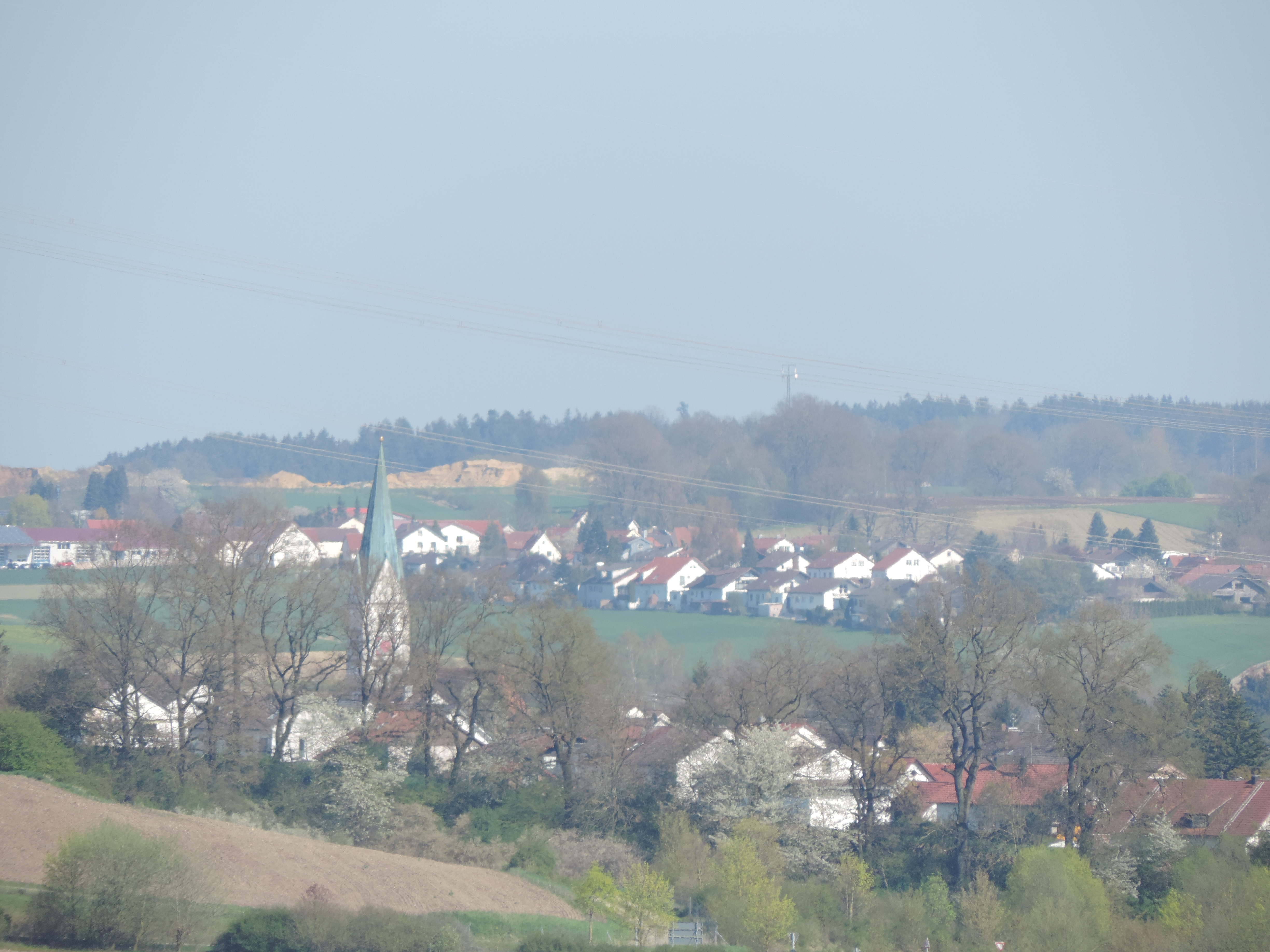
Westansicht von Dasing

Es gab 2022 nach der amtlichen Statistik im Bereich der Land- und Forstwirtschaft 30 (1998: 21 Beschäftigte), im produzierenden Gewerbe 547 (1998: 535 Beschäftigte) und im Bereich Handel, Verkehr und Gastgewerbe 558 (1998: 199 Beschäftigte) sozialversicherungspflichtig Beschäftigte am Arbeitsort. In sonstigen Wirtschaftsbereichen waren am Arbeitsort 481 Personen (1998: 286 Personen) sozialversicherungspflichtig beschäftigt. Sozialversicherungspflichtig Beschäftigte am Wohnort gab es insgesamt 2616 (1998: 1780 Beschäftigte). Im verarbeitenden Gewerbe gab es 2 Betriebe (1998: keine Betriebe), im Bauhauptgewerbe 16 Betriebe (1998: 14 Betriebe). Zudem bestanden im Jahr 2020 80 landwirtschaftliche Betriebe (1999: 122 Betriebe) mit einer landwirtschaftlich genutzten Fläche von 3054 ha (1999: 3003 ha), davon waren 2445 ha Ackerfläche (1999: 2366 ha) und 607 ha Dauergrünfläche (1999: 634 ha).
Im Gemeindeteil Lindl, gut 1 km nordöstlich des Hauptortes rechts der Paar gelegen, verfügt Dasing über ein größeres Gewerbegebiet mit unmittelbarem Autobahnanschluss.

### Verkehr
Der Ort liegt unmittelbar an der Bundesautobahn 8 und der Bundesstraße 300. Dasing verfügt über einen Bahnhof an der Paartalbahn Augsburg–Ingolstadt und wird halbstündlich von der Regionalbahnlinie RB13 in Richtung Augsburg, Friedberg und Aichach bedient. Nach Ingolstadt besteht eine stündliche Verbindung.
Dasing verfügt über eine stündliche Busverbindung nach München-Pasing mit der Expresslinie X732.
Die Gemeinde liegt in den Bereichen der Verkehrsverbünde AVV (Zone 40) und MVV (Zone 5/6).

### Bildung
Es gibt folgende Einrichtungen:
- Kindergärten: 278 Kindergartenplätze mit 249 Kindern (Stand:2014)
- Grund- und Mittelschule mit zusammen 292 Schülern und 20 hauptamtlichen Lehrkräften (Schuljahr 2017/2018)[14][15]

## Persönlichkeiten

### Söhne und Töchter der Gemeinde
- Beda Mayr (1742–1794), christlicher Gelehrter, wurde in Taiting geboren.

### Persönlichkeiten, die mit Dasing in Verbindung stehen
- Fred Rai (1941–2015), bürgerlich Manfred Raible, Reiter, Reitlehrer, Pferdepsychologe, Autor, Country-Sänger, gründete in Dasing die Western City und rief die Süddeutschen Karl-May-Festspiele ins Leben.
- Denis Kudla (* 1994), Ringer, wuchs in Dasing auf.